# Verdun pri Uršnih selih
Verdun pri Uršnih selih je naselje v Občini Dolenjske Toplice.

## Izvor krajevnega imena
Krajevno ime Verdun je najverjetneje nastalo iz občnega imena prevzetega iz romanske besede (g)uardōne(m), kar je domnevno tvorba iz izposojenke iz germanske osnove wardō v pomenu 'straža'. Ime je sicer mogoče razumeti v vojaškem smislu, vendar se zdi verjetneje domnevati, da je prvotno označevalo pašniški revir ali živinorejsko stajo.